# محمودآباد (اشکذر)
محمودآباد روستایی در دهستان کذاب بخش خضرآباد شهرستان اشکذر استان یزد ایران است.

## جمعیت
بر پایه سرشماری عمومی نفوس و مسکن در سال ۱۳۹۵ جمعیت این مکان ۶ نفر (۵خانوار) بوده‌است.